# Manoir de Flaxlanden
Le manoir de Flaxlanden est un monument historique situé à Durmenach, dans le département français du Haut-Rhin.

## Localisation
Ce bâtiment est situé au 15, rue du Château à Durmenach.

## Historique
Le manoir a été reconstruit en 1694 sur la rive gauche de l'Ill, en remployant des éléments d'un édifice plus ancien qui s'élevait sur la rive droite jusqu'à son incendie.
L'édifice fait l'objet d'une inscription au titre des monuments historiques depuis 1988.